# Козиев, Анатолий Гаврилович
Анатолий Гаврилович Козиев (1 мая 1906 года, Екатеринодар — 30 января 1985 года, Москва) — советский военачальник, Герой Советского Союза (21.02.1944). Генерал-майор (3.06.1944).

## Биография
Родился 1 мая 1906 года в Екатеринодаре (ныне Краснодар) в семье рабочего. Получив среднее образование, работал слесарем в Ленинграде на заводе имени Егорова. В 1927 году вступил в ВКП(б).
В ноябре 1928 года был призван в Красную Армию. Служил в команде одногодичников 40-го артиллерийского дивизиона 2-й артиллерийской дивизии Ленинградского военного округа. В октябре 1929 года направлен на учёбу, в 1931 году окончил Одесскую артиллерийскую школу имени товарища Фрунзе. После её окончания как один из лучших выпускников оставлен в ней, командовал техническим взводом, начальником связи школы, учебной батареей, затем стал преподавателем.
В ноябре 1934 года поступил на военно-инженерный факультет Артиллерийской академии имени Ф. Э. Дзержинского, который окончил в 1939 году. В июле этого года был назначен начальником штаба 19-го корпусного артиллерийского полка. В этой должности принял участие в советско-финской войне. В 1940 году за успешную деятельность по разрушению долговременных сооружений противника на Карельском перешейке был награждён орденом Ленина. После окончания войны командовал 28-м корпусным артиллерийским полком (Ленинградский военный округ).
С 22 июня 1941 года воевал на фронтах Великой Отечественной войны. Командовал тем же полком в 23-й армии Северного фронта на Карельском перешейке. С сентября 1941 года полк участвовал в Ленинградской оборонительной операции, обороняя Пулковские высоты под Урицком в составе 42-й армии Ленинградского фронта. В конце сентября назначен командующим артиллерийской группой 42-й армии.
21 декабря 1941 года был назначен на должность командира 177-й стрелковой дивизии 54-й армии Ленинградского фронта, принимавшей участие в Любанской наступательной операции и в последующих боях под Красным Бором и на Мгинском направлении.
В декабре 1943 года был назначен на должность командира 256-й стрелковой дивизии 59-й армии Волховского фронта.
Будучи командиром 256-й стрелковой дивизии в звании полковника особенно отличился в Ленинградско-Новгородской наступательной операции. В начале февраля 1944 года в составе 8-й армии, выполняя задачу по прерыванию южнее Луги коммуникаций немецких войск, дивизия наступала через Уварово, Менюши и Остров, вырвалась далеко вперёд на шоссе Псков — Луга и там оказалась в окружении вместе с двумя полками 372-й стрелковой дивизии и полком партизан из бригады К. Д. Карицкого. В районе Елемцы — Заплюсье — Замошье — Конезерье эти части (2 870 человек, 3 орудия, 18 миномётов) заняли круговую оборону, сковав подразделения трёх немецких дивизий (до 6 000 человек при 60 танках). Полковник Анатолий Козиев самолётом прибыл в кольцо окружения и принял над ними общее командование и организовал круговую оборону. В течение 12 дней окруженная группа сражалась в полном окружении (боеприпасы в неё перебрасывались ночами и сбрасывались на парашютах), сочетая стойкую оборону важнейших рубежей с манёвром и обходами в тылы и на фланги противника по болотам и лесам. 15 февраля 1944 года дивизия нанесла удар навстречу советским войскам на Уторгош и соединилась с основными силами армии.
Указом Президиума Верховного Совета СССР «О присвоении звания Героя Советского Союза офицерскому, сержантскому и рядовому составу Красной Армии» от 21 февраля 1944 года за «образцовое выполнение боевых заданий командования на фронте борьбы с немецкими захватчиками и проявленные при этом отвагу и геройство» удостоен звания Героя Советского Союза с вручением ордена Ленина и медали «Золотая Звезда» (№ 3132).
С марта по июль 1944 года 256-я стрелковая дивизия вела бои на Нарвском плацдарме. Затем она участвовала в Режицко-Двинской, Мадонской и Рижской наступательных операциях, а затем в блокаде Курляндской группировки противника.
За освобождение 26 июля 1944 года города Нарва (Эстонская ССР) 256-я Краснознаменная стрелковая дивизия приказом Верховного главнокомандующего И. В. Сталина 9 августа 1944 года получила почётное наименование «Нарвская». Спустя 30 лет её командир Анатолий Козиев стал Почётным гражданином Нарвы.
Продолжал командовать этой же стрелковой дивизией, которая в апреле 1945 года была переброшена в Румынию, в августе передана в Одесский военный округ. В октябре дивизию расформировали, а её командир направлен на учёбу.
В 1948 году окончил с золотой медалью Высшую военную академию имени К. Е. Ворошилова, служил в ней начальником курса (1948—1952), старшим преподавателем кафедры оперативного искусства (с апреля 1952) и заместителем начальника основного факультета (с сентября 1956). В августе 1966 года генерал-майор А. Г. Козиев уволен в отставку.
Жил в Москве. В отставке занимался общественной работой и являлся членом Президиума общества «Знание».

Могила на Кунцевском кладбище.

Умер 30 января 1985 года. Похоронен на Кунцевском кладбище (участок 9-2).

## Воинские звания
- старший лейтенант (24.01.1936);
- капитан (20.03.1938);
- майор (29.07.1939);
- подполковник (3.07.1941);
- полковник (13.12.1941);
- генерал-майор (3.06.1944).

## Награды
- Медаль «Золотая Звезда» Героя Советского Союза (21.02.1944);
- три ордена Ленина (21.03.1940, 21.02.1944, …);
- два ордена Красного Знамени (15.02.1944, 20.06.1949);
- орден Кутузова 2-й степени (29.06.1945);
- орден Отечественной войны 1-й степени (28.08.1943);
- орден Красной Звезды (3.11.1944);
- медали.

Почётные звания:
- Почётный гражданин Нарвы (26 июля 1974 года).

## Память
В честь А. Г. Козиева был назван пионерский отряд в Нарве, в нарвской школе № 12 был музей, посвященный Козиеву.